# Лейтон, Бернардо
Бернардо Лейтон Гусман (исп. Bernardo Leighton Guzmán, 16 августа 1909 года, Насимьенто, Чили — 26 января 1995 года, Сантьяго, Чили) — чилийский политический деятель христианско-демократического толка, один из основателей Христианско-демократической партии Чили и лидер её левого крыла. Занимал посты министра труда (1937—1938), министра общественного образования (1950—1952) и министра внутренних дел Чили (1964—1968) в кабинетах Артуро Алессандри (III), Габриэля Виделы и Эдуардо Фрея соответственно.
В отличие от большинства руководства ХДП, не поддержал военный переворот 1973 года и перешёл в открытую оппозицию к хунте, за что был подвергнут активному политическому преследованию и попытке покушения, в результате которой выжил, но стал инвалидом и был вынужден оставить активную политическую деятельность.

## Биография
Закончил в 1933 году юридический факультет Католического университета Чили. Во время учёбы в качестве студенческого лидера был вовлечён в бунты 1927 года против диктатуры Карлоса Ибаньеса дель Кампо (в итоге смещённого в 1931 году).
В 1937 году президентом Артуро Алессандри был назначен министром труда.
В 1938 с Эдуардо Фреем Монтальвой и Радомиро Томичем стал одним из основателей Национальной фаланги (вопреки названию, не праворадикальной, но социал-христианской; в 1957 году преобразованной в Христианско-демократическую партию). В 1945—1949 депутат парламента. В 1950—1952 министр образования в правительстве Гонсалеса Виделы (1946–1952).
Министр внутренних дел в правительстве Эдуардо Фрея Монтальвы в 1964—1968 годах. С 1969 и до переворота 1973 депутат парламента.
Сразу после военного переворота 1973 года осудил его, в то время как руководство ХДП поначалу его поддержало. Вместе с группой демохристианских адвокатов начал подавать жалобы в суды на нарушение прав человека. В феврале 1974 года был выслан из Чили вместе с некоторыми другими деятелями левого крыла ХДП.
Выступал за границей с критикой военного режима. Стал целью итальянских неофашистов (включая Стефано Делле Кьяйе), участвовавших в Операции «Кондор» в связке с чилийской спецслужбой ДИНА. Организовал нападение агент ДИНА Майкл Таунли. 6 октября 1975 года он и его жена были тяжело ранены выстрелами в Риме.
В 1978 году чилийское правительство позволило ему вернуться из Италии. Из-за плохого здоровья он удалился в частную жизнь.